# پیرینو آلبینی
پیرینو آلبینی (ایتالیایی: Pierino Albini; ۱۶ دسامبر ۱۸۸۵ – ۱۲ مارس ۱۹۵۵) دوچرخه‌سوار اهل ایتالیا بود.